# Línea isogonal

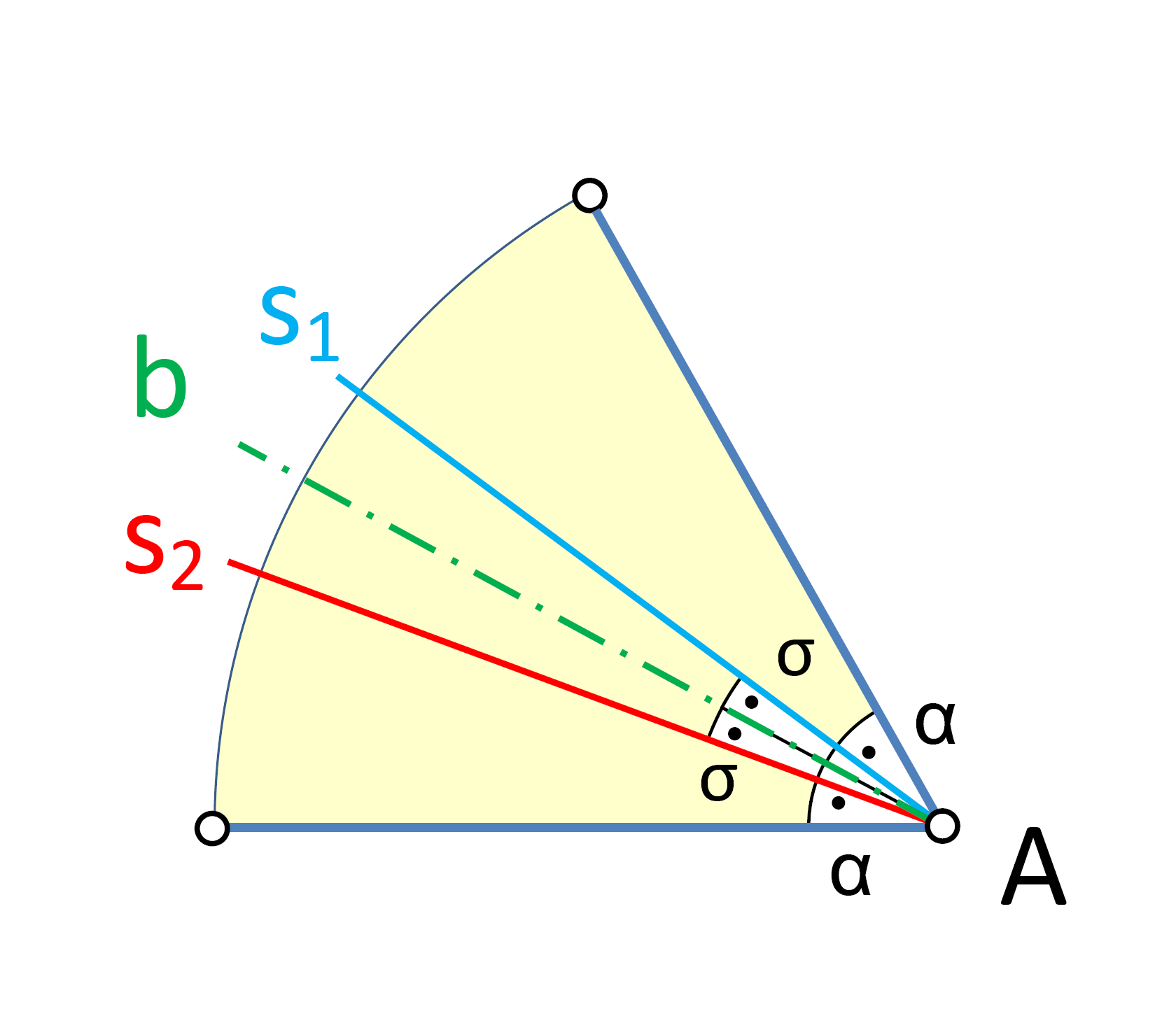
Las rectas s_{1} y s_{2} son líneas isogonales respecto al ángulo A porque existe una tercera línea b, bisectriz tanto del ángulo A como del ángulo formado por s_{1} y s_{2}

En geometría, se llaman líneas isogonales (o simplemente isogonales) respecto a un ángulo dado, a las rectas que pasan por el vértice del ángulo y cuya bisectriz coincide con la bisectriz de dicho ángulo. Expresado de otra manera, dos rectas que concurren en el vértice de un ángulo, son isogonales entre sí cuando son simétricas con respecto a la bisectriz del ángulo dado. 

## Isogonales en un triángulo isósceles
Por ejemplo, dado un triángulo isósceles ABC, con los lados AB = AC, se traza la bisectriz AH con H en la base BC. Dentro de BC, se consideran dos puntos M y N tales que HM = HN. Las rectas AM y AN son isogonales con respecto a las líneas AC y AB.

## Proposición
Si tres líneas, cada una pasando por uno de los tres vértices de un triángulo, convergen en un único punto, sus isogonales respecto a los ángulos del triángulo también convergen en un punto.

## Otros elementos
Sean AP, BQ, CR  las isogonales de las rectas concurrentes en S: AS, BS, y CS respectivamente. Se demuestra que las tres isogonales son a su vez concurrentes en un punto T. De modo que S y T se llaman puntos conjugados isogonales del triángulo ABC.
Las líneas conjugadas isogonales de las medianas de un triángulo se llaman simedianas. Puesto que las medianas concurren en un punto, sus tres simedianas también tienen un punto común, denominado punto simediano.